# 대덕중학교 (전남)
대덕중학교(大德中學校)는 대한민국 전라남도 장흥군 대덕읍 연정리에 있는 공립 중학교이다.

## 학교 연혁
- 1952년 5월 7일 : 개교, 초대 신인균 교장 취임
- 2001년 3월 1일 : 3~4대 김정오 교장 취임 (공립학교 전환)
- 2024년 3월 1일 : 제15대 김정만 교장 부임
- 2025년 1월 2일 : 제71회 졸업(졸업생 12명) 졸업생 총수 10,898명

## 참고 자료
- 대덕중학교 - 한국교육학술정보원 학교알리미